# Râul Racovița, Ialomița
Râul Racovița este un curs de apă, afluent al râului Ialomița. 